# Antenne Unna
Antenne Unna ist das Lokalradio für den Kreis Unna. Es ging am 30. November 1991 auf Sendung und bekam seine Lizenz von der LfM. Chefredakteur ist Thorsten Wagner-Conert.

## Programm

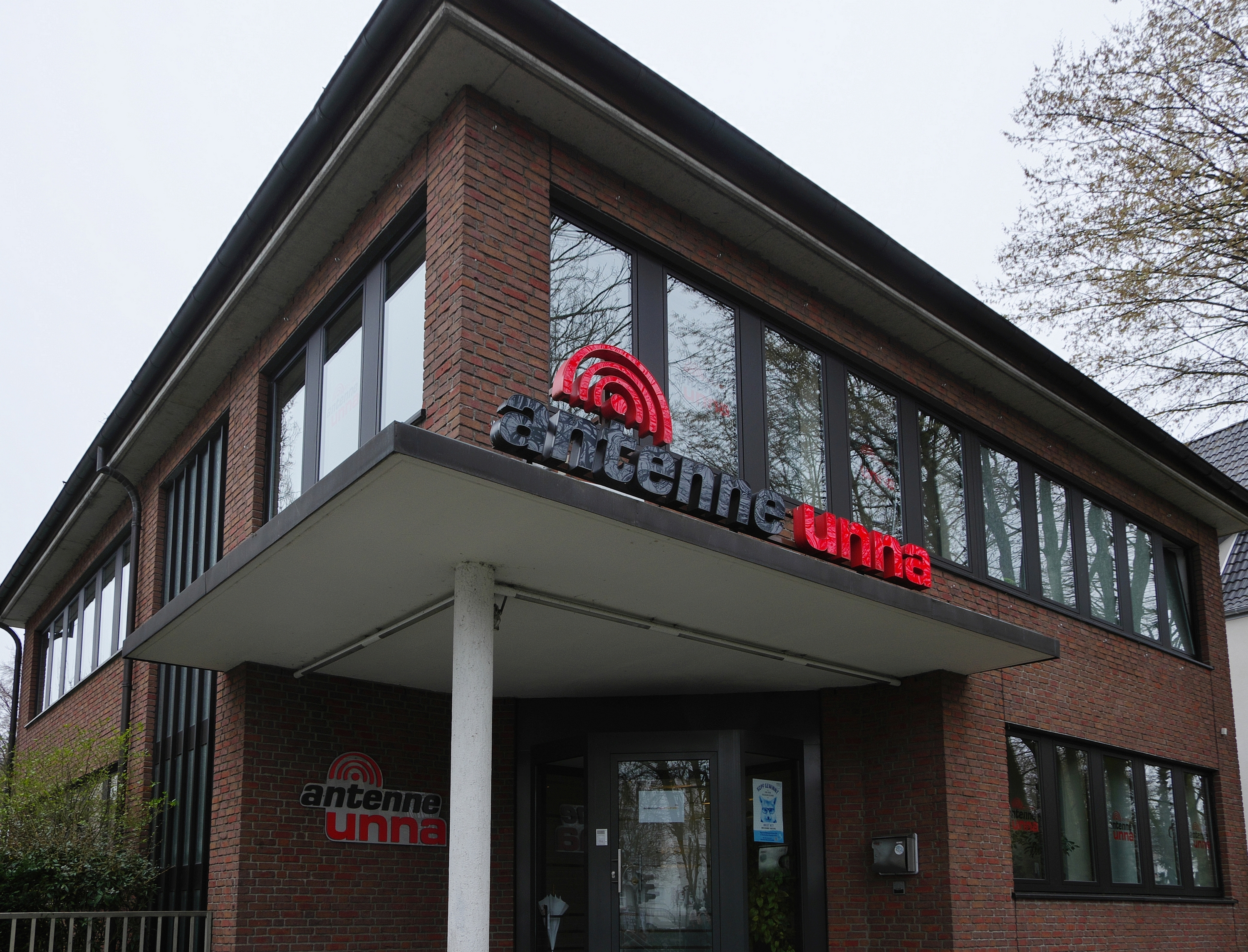
Sitz des Senders am Ostring in Unna

Antenne Unna produziert montags bis freitags täglich zwölf Stunden, samstags und sonntags drei Stunden Lokalprogramm. Dazu gehören die Sendungen „Antenne Unna am Morgen“, „Antenne Unna am Tag“, „Antenne Unna am Nachmittag“ und „Antenne Unna am Wochenende“. Im Programm setzt der Lokalsender den Schwerpunkt auf lokale Themen aus dem Kreis Unna, neben allen relevanten Themen aus Deutschland und der Welt. Außerdem strahlt Antenne Unna auf seinen Frequenzen optional gemäß den gesetzlichen Bestimmungen ab 21 Uhr Bürgerfunk aus. Das weitere Programm und die Nachrichten zur vollen Stunde werden vom Mantelprogrammanbieter Radio NRW geliefert. Antenne Unna übernimmt stündlich einen landesweiten Werbeblock von Radio NRW. Montags bis freitags von 6:00 Uhr bis 19:00 Uhr sowie samstags von 08:00 Uhr bis 13:00 Uhr sendet Antenne Unna zu jeder halben Stunde Welt-Schlagzeilen, Lokalnachrichten, lokale Wetter-, Verkehrs- und Blitzermeldungen. Lokale Wetter-, Verkehrs- und Blitzermeldungen gibt es in den lokalen Sendungen auch im Anschluss an die Nachrichten zur vollen Stunde.

## Moderatoren
Bekannte Moderatoren bei Antenne Unna sind Sina Engler, Arwed Karschuck, Alessa Mischel, Petra Zimmer, Philipp Böckmann.

## Reichweite
Antenne Unna hat laut E.M.A. NRW 2023 I eine Tagesreichweite von 34,5 Prozent im Kreis Unna und ist damit Marktführer im Sendegebiet. Damit wird Antenne Unna im Kreis Unna häufiger eingeschaltet als die öffentlich-rechtlichen Sender 1 Live, WDR 2 und WDR 4 zusammen. Demnach schalten an einem durchschnittlichen Woche rund 116.000 Hörer ein.

## Empfang
Antenne Unna sendet auf drei Frequenzen. Die Frequenz 102,3 MHz sendet vom Fernmeldeturm Schwerte und deckt den Großteil des Kreisgebietes bis zum östlichen Rand von Dortmund ab. In Lünen wird Antenne Unna auf 97,4 MHz vom Rathaus Lünen ausgestrahlt. Im November 2007 ist zusätzlich der Füllsender 89,3 in Selm auf Sendung gegangen. Die Frequenz 102,3 MHz ist bis zum östlichen Rand Bochums empfangbar, sowie im Nordosten bis Gütersloh und im Süden bis kurz vor Lüdenscheid. Darüber hinaus ist Antenne Unna über die sendereigene App, über Radioplayer Live und über den Livestream auf der Senderhomepage zu empfangen.
Aufgrund der Stilllegung des Steag-Kraftwerk in Lünen wurde ohne vorherige Ankündigung der Sendemast des Radiosenders Antenne Unna entfernt. Seitdem bedient das Unternehmen die Frequenz 97,4 MHz von einem improvisierten Standort in Waltrop, was dazu führt, dass der Empfang von Antenne Unna in Datteln und Waltrop teilweise besser ist als der Empfang von Radio Vest, der eigentlich für die beiden Städte im Kreis Recklinghausen zuständig ist.